# Dionisios Solomos
Dionisios Solomos, gr. Διονύσιος Σολωμός (ur. 1798 na Zakintos, zm. 9 lutego 1857) – grecki poeta, twórca poematu Hymn do wolności, który w 1864 stał się greckim hymnem narodowym.
Solomos, główna postać literackiej szkoły jońskiej jest uznawany za greckiego poetę narodowego, nie tylko dlatego, że jest autorem słów hymnu Grecji, ale przede wszystkim ponieważ jako pierwszy włączył do nowogreckiej literatury tradycje ludowe: pieśni gminne oraz dorobek renesansowej literatury kreteńskiej. Ponadto, Solomos w swojej twórczości konsekwentnie stosował grecki język mówiony - demotyk, nadając kształt współczesnemu językowi greckiemu.
Wizerunek Dionisiosa Solomosa został umieszczony na greckiej monecie obiegowej o nominale 20 drachm bitej z przerwami w latach 1990-2000.

## Życiorys

### Młodość

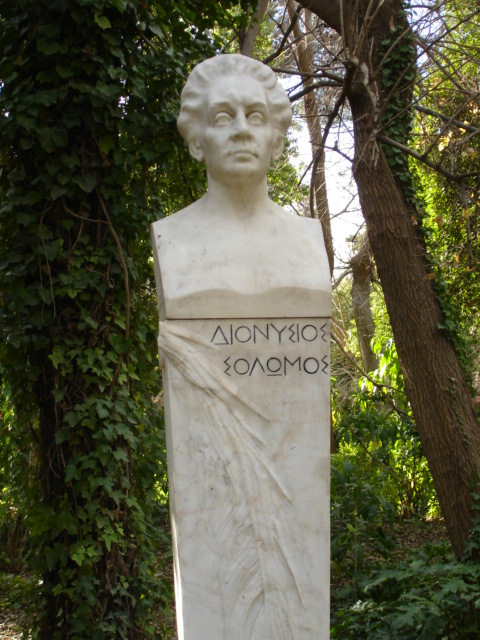
Dionísios Solomós - popiersie poety w Ogrodach Narodowych w Atenach

Solomos urodził się na wyspie Zakintos w 1798 r. Dokładna data jego urodzin nie jest znana (między 15 marca a kwietnia). Jego ojciec, hrabia Nikolaos Solomos, pochodził z kreteńskiej rodziny, która w 1670 r., gdy Kreta dostała się pod panowanie Imperium osmańskiego, osiedliła się na Zakintos. Matka poety, Anjeliki Nikli, była służącą w domu hrabiego, pochodziła zapewne z półwyspu Mani na Peloponezie. Po śmierci żony Marnetty Kakni, z którą miał dwójkę dzieci, ojciec poety ożenił się z Anjeliki, i w ten sposób zrównał w prawach Dionizjosa i jego brata z ich przyrodnim rodzeństwem.
Dzieciństwo poeta spędził na Zakintos, pod opieką włoskiego nauczyciela Santo Rossi. Po śmierci ojca, został wysłany na studia do Włoch. Uczył się najpierw w Cremonie, gdzie w 1815 r. ukończył liceum, by później studiować na Uniwersytecie w Pawii. Zaczął pisać pierwsze utwory po włosku, do najważniejszych wierszy tego okresu należy "Oda na pierwszą mszę" i "Zniszczenie Jerozolimy".
W 1818 r., po ukończeniu studiów poeta powrócił na Zakintos, która przeszła w międzyczasie z panowania włoskiego pod angielskie. Poznał środowisko Jońskich pisarzy i intelektualistów, z których najważniejsi byli Antonios Matesis i Jeorjos Tertsetis. Wydane w 1822 r. na Kerkirze włoskie "Rymy zaimprowizowane" stanowią jedyny zbiór poetycki opublikowany za życia poety. Spotkanie z greckim politykiem Spiridonem Trikupisem zadecydowało o zwrocie poety ku twórczości w języku nowogreckim, jednak ze względu na klasyczną, włoską edukację i pobyt we Włoszech, Solomos nie znał dobrze greckiego. Poznawał język, czytając arcydzieła literatury kreteńskiej oraz spisując pieśni gminne. Najbardziej znanym utworem z tego okresu życia poety jest utrzymana w arkadyjskim stylu "Blondyneczka". Przełomowym momentem w życiu poety był wybuch powstania greckiego w 1821 r. Napisany pod jego wpływem w 1823 r. "Hymn do Wolności" opisuje walkę narodowowyzwoleńczą Greków i apeluje o pomoc do europejskich mocarstw. Poemat zyskał rozgłos w Europie i przyczynił się do popularyzacji ruchu filhelleńskiego. Innym słynnym utworem nawiązującym do działań wojennych jest epigramat "Chwała Psar", który opisuje zniszczenie wyspy przez Turków oraz napisana stylem biblijnym "Kobieta z Zakintos".

### Proces i pobyt na Kerkirze
W 1828 r. ze względu na rodzinny konflikt, poeta wyjechał na stałe na Kerkirę, która stanowiła wówczas centrum kulturalne i intelektualne Wysp Jońskich. Seria rodzinnych procesów sądowych (brat przyrodni Solomosa z drugiego małżeństwa matki domagał się części spadku po hrabim Nikolaosie) wpłynęła na stan psychiczny poety, który coraz bardziej izolował się od świata. Solomos zyskał wtedy sławę dziwaka i ekscentryka. Zmiana poglądów na istotę poezji wpłynęła także na jego stosunek do własnych dzieł: poeta przerabiał je nieustannie, prawie nigdy nie kończył, istnieją także uzasadnione podejrzenia, że część z nich zniszczył. W tym okresie powstały jednak największe dzieła liryczne Solomosa, wśród nich "Wolni oblężeni" niedokończony poemat opisujący oblężenie Mesolongi w czasie powstania oraz "Kreteńczyk", także fragment nie zrealizowanej całości, inspirowany renesansową literaturą kreteńską. Ostatnie ważne dzieło poety po grecku, zatytułowane "Rekin" opowiada historię angielskiego żołnierza, który padł ofiarą rekina, gdy zażywał beztrosko kąpieli u wybrzeży Kerkiry.

### Dionizjos Solomos i Juliusz Słowacki
Podczas swojej podróży do Grecji w 1836 r., Juliusz Słowacki spotkał Solomosa na parostatku płynącym z Kerkiry na Zakintos. Ironiczny obraz tego spotkania przedstawił w trzeciej pieśni poematu dygresyjnego "Podróż do Ziemi Świętej z Neapolu". Tekst poematu Słowackiego potwierdza sławę, jaką cieszył się w tamtym czasie Solomos, ponadto grecki poeta jawi się w nim jako ekscentryk, który pali swoje wiersze. "Podróż do Ziemi Świętej" dowodzi także, że po opuszczeniu Zakintos, Solomos wracał na rodzinną wyspę.

### Ostatnie lata
Pod koniec życia Solomos powrócił do pisania po włosku, powstawały wtedy niedokończone wiersze i szkice prozą. Jednak problemy zdrowotne poety nasilały się, a jego charakter stawał się coraz bardziej ekscentryczny. Solomos odciął się od swoich znajomych, a po trzecim udarze mózgu nie wychodził już z domu. Zmarł w lutym 1857. Kości poety przeniesiono na Zakintos w 1865 r.

## Pisma
Pisma Solomosa zebrał i opisał jego przyjaciel i uczeń Iakowos Polilas. Ich wydanie przysparzało jednak wiele problemów, m.in. dlatego, że poeta niewiele ze swoich utworów opublikował i uznał za zakończone. Za życia autora ukazały się jedynie "Hymn do Wolności" (1825), fragmenty poematu wzorowanego na Byronie "Lambro" (1834), "Oda do mniszki" (1829) oraz epigramat "Do Franczeski Fraizer" (1849). Pozostałe utwory nie zostały zakończone, bądź, pomyślane jako fragmenty większych całości, pozostały w urywkach. Wiele trudności budzi także stan rękopisów: wiele utworów zachowało się w kilku różnych wersjach, często w wielu brakuje wersów lub całych strof. Ponieważ utwory powstawały przez wiele lat i były wielokrotnie przerabiane, datowanie dzieł Solomosa często jest dyskusyjne.
Obok twórczości literackiej, Solomos tłumaczył na język nowogrecki literaturę włoską. Przekładał Ody Francesca Petrarki oraz utwory Pietra Metastasia.